# Jennifer Hudson
Jennifer Kate Hudson (Chicago, 12 de setembro de 1981) é uma atriz, cantora, compositora, produtora e apresentadora norte-americana, vencedora dos prêmios Emmy, Grammy, Oscar e Tony, que a tornou a mulher mais jovem a receber os quatro principais prêmios de entretenimento estadunidense (o EGOT). Ela também recebeu uma estrela na Calçada da Fama em 2013,
Hudson tornou-se conhecida ao participar da terceira temporada do reality show de competição da FOX American Idol (ficando em sétimo lugar). Em 2006, ela estrelou o filme musical Dreamgirls, tendo sua performance aclamada pelos críticos e recebendo vários prêmios da indústria, incluindo um Oscar de Melhor Atriz Coadjuvante. Hudson também tornou-se a primeira cantora afro-americana a aparecer na capa da revista Vogue, na edição de março de 2007.  Em 2008, lançou o seu primeiro álbum de estúdio e ganhou um Grammy de Melhor Álbum de R&B. 
Na Broadway, ela atuou nos musicais Hair  e The Color Purple, e produzi A Strange Loop (2022), pelo qual ganhou um prêmio Tony. Na televisão, Hudson foi técnica do reality de competição The Voice, nas versões do Reino Unido e dos EUA. de 2017 a 2019. Desde 2022, ela apresenta seu próprio talk show, The Jennifer Hudson Show.

## Biografia
Hudson nasceu em 12 de setembro de 1981 em Chicago, Illinois. Ela é a terceira e mais jovem filho de Darnell Donnerson (7 de novembro de 1950 – 24 de outubro de 2008) e Samuel Simpson (falecido em 1999). Cantora de acento gospel, ela foi criada como uma Batista, e frequentou a Academia Dunbar Vocational Career, onde se formou em 1999. Jennifer cita Whitney Houston, Aretha Franklin e Patti LaBelle como suas maiores influências e inspirações em geral.
Hudson começou sua carreira com 7 anos de idade, cantando no coral da igreja e fazendo teatro na comunidade com a ajuda de sua avó materna.

## Carreira

### 2004–2005:American Idol
Hudson fez sua audição para a terceira temporada o reality show de competição American Idol em Atlanta, Geórgia. Ela lutou para ganhar popularidade em suas primeiras performances ao vivo no programa, recebendo o segundo número mais baixo de votos em duas das três primeiras noites de shows. No entanto, após uma radical mudança na seleção de canções, Hudson logo se tornou uma das favoritas a ganhar, recebendo o maior número de votos em certa ocasião. Em 21 de abril de 2004, Hudson se tornou a sexta de doze finalistas a sair do programa. A eliminação causou controvérsia — especialmente porque as três menos votadas daquela semana eram todas negras, Hudsob, Latoya London e Fantasia Barrino (que mais tarde veio a ganhar a temporada). O jurado convidado Elton John chamou-as de "divas", e sugeriu que foi o "racismo" da população estadunidense que colocaram-nas entre as menos votadas.

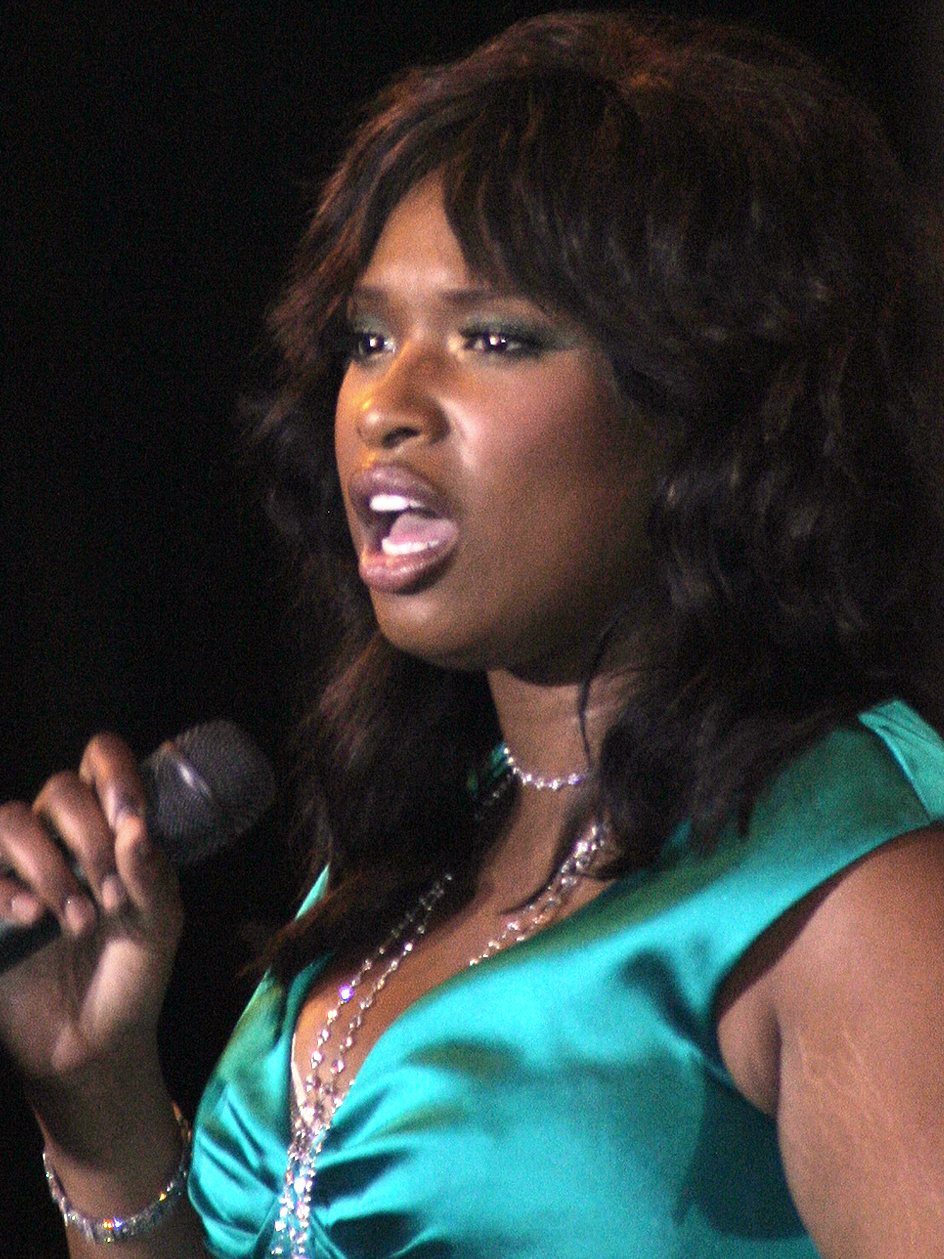
Jennifer Hudson em 2007

Performances de Hudson no American Idol
- 10 de fevereiro de 2004: "Imagine" — John Lennon (eliminada)
- 9 de março de 2004: "I Believe in You and Me" — Whitney Houston (repescagem)

- 16 de março de 2004: "Baby I Love You" — Aretha Franklin (3ª menos votada)
- 23 de março de 2004: "No One Else on Earth" — Wynonna Judd
- 30 de março de 2004: "(Love is Like a) Heat Wave" — Martha and the Vandellas (3ª menos votada)
- 2 de abril de 2004: "Circle of Life" — Elton John (maior número de votos)
- 14 de abril de 2004: "I Have Nothing" — Whitney Houston
- 20 de abril de 2004: "Weekend in New England" — Barry Manilow (3ª menos votada; eliminada)

Hudson gravou sua própria versão do clássico soul "Neither One of Us (Wants to Be the First to Say Goodbye)", originalmente gravado por Gladys Knight & the Pips, para o álbum oficial da terceira temporada de American Idol, intitulado American Idol Season 3: Greatest Soul Classics. Ela também fez uma participação na faixa "The Future Ain't What it Used to Be" do álbum Bat Out of Hell III: The Monster Is Loose da banda de rock Meat Loaf. E regravou a canção "Easy To Be Hard" num álbum de tributo ao musical Hair.

### 2006–2007:Dreamgirls eReconhecimento
Em novembro de 2005, Hudson foi escalada para interpretar o papel de Effie White na adaptação cinematográfica do premiado musical da Broadway Dreamgirls, conseguindo superar quase mil atrizes e cantoras profissionais que fizeram testes para o papel (incluindo sua colega de American Idol Fantasia Barrino). Hudson teve de ganhar quase dez quilos para poder interpretar Effie. As filmagens do longa começaram em 9 de janeiro de 2006. Em novembro de 2006, Hudson assinou um contrato de gravação com o selo musical de Clive Davis, Arista Records. 

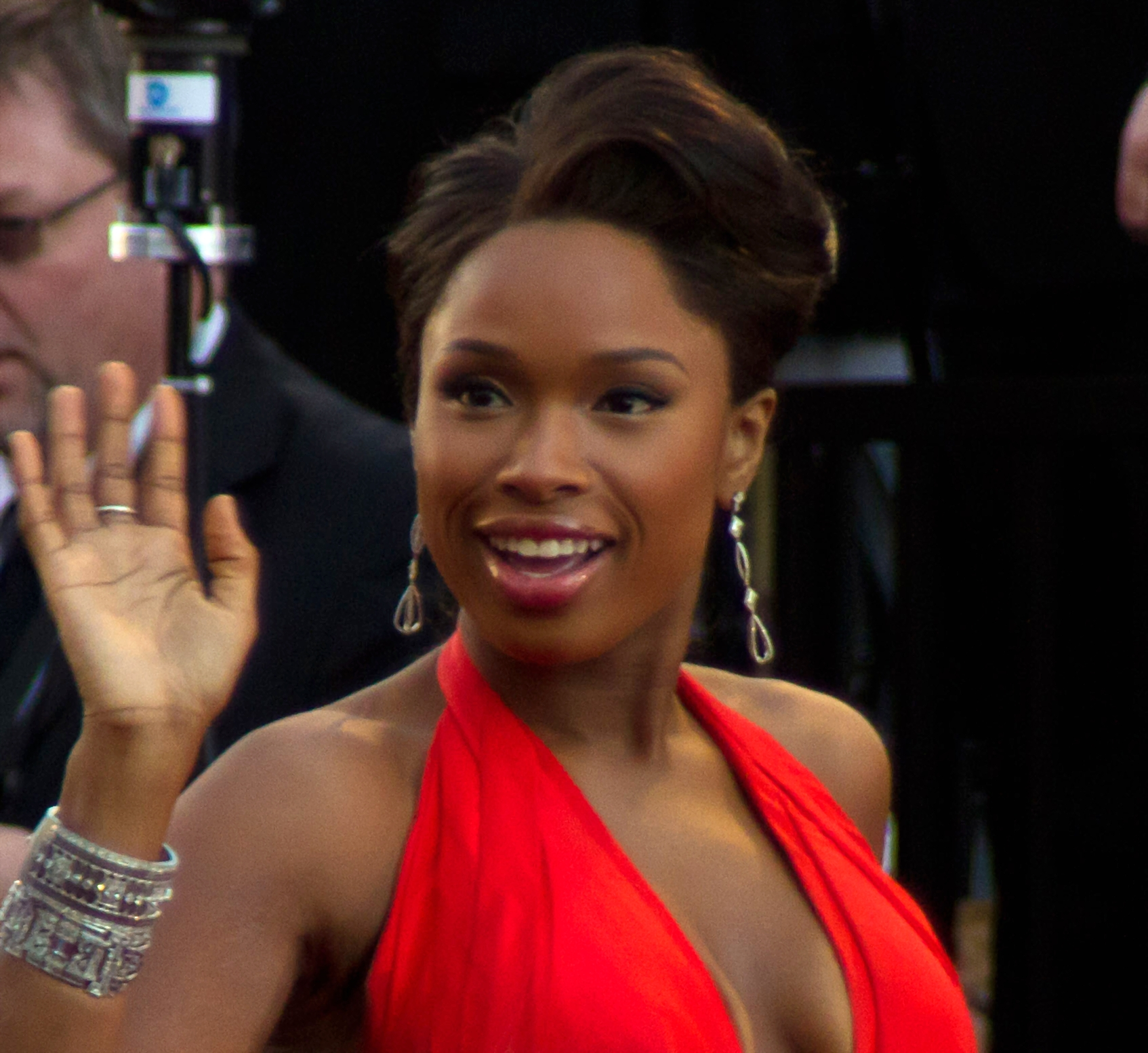
Hudson na cerimonia do Óscar em 2011

Dreamgirls teve sua estreia nos Estados Unidos em 25 de dezembro de 2006. Os críticos de cinema aclamaram a performance de Hudson, e logo especularam que ela receberia uma indicação ao Oscar. A versão de Hudson de "And I Am Telling You I'm Not Going" também foi aclamada, e chegou  60ª posição da Billboard Hot 100. Hudson recebeu 29 prêmios de críticos de cinema como Melhor Atriz Coadjuvante e Artista Revelação, incluindo um Globo de Ouro e um prêmio BAFTA de Melhor Atriz Coadjuvante, onde ela não pode comparecer na cerimonia em Londres para receber, e o premio desapareceu. Hudson só recebeu seu BAFTA em 22 de abril de 2011, quando foi entregue a ela no programa Graham Norton Show.
Em 25 de fevereiro de 2007, Hudson venceu o Oscar de Melhor Atriz Coadjuvante; Ela se tornou a terceira atriz negra (após Hattie McDaniel com E o Vento Levou e Whoopi Goldberg com Ghost) a ganhar a estatueta nessa categoria; Hudson dedicou o prêmio à Florence Ballard, cantora em quem seu personagem em Dreamgirls foi baseado. Na mesmo noite, ela também apresentou ao vivo a canção "Love You I Do" que foi indicada para o prêmio de melhor canção original. Em março de 2007, Jennifer se tornou a terceira celebridade e a primeira cantora afro-americana a estampar a capa da revista Vogue. Mais tarde, o então prefeito de Chicago, Richard M. Daley, declarou dia 6 de março como o "Dia de Jennifer Hudson" na cidade.  Em junho, ela foi convidada para se juntar à Academia de Artes e Ciências Cinematográficas. No mesmo ano, começou a trabalhar em músicas para o seu primeiro álbum, em parceria com Ryan Tedder, Ne-Yo e Timbaland.

### 2008–2009: Primeiro álbum e mais projetos
Em 2008, Hudson atuou no filme Sex and the City, interpretando a assistente de Carrie Bradshaw; Ela também gravou a música "All Dressed in Love" para a trilha sonora do longa. Em 10 de junho de 2008, é lançado seu single de estreia "Spotlight", que chegou a posição 24 na Billboard Hot 100, e também ganhou uma versão em um episódio da série musical Glee. Seu álbum de estreia, Jennifer Hudson, foi lançado pela Arista em 30 de setembro de 2008, e estreou em segundo lugar na Billboard 200 com 217.000 cópias; Mais tarde, ela recebeu um certificado de ouro da RIAA, por vendas superiores a 500.000 cópias. A faixa "If This Isn't Love" foi escolhido como o segundo single oficial, e atingiu o número 63 na Billboard Hot 100 .

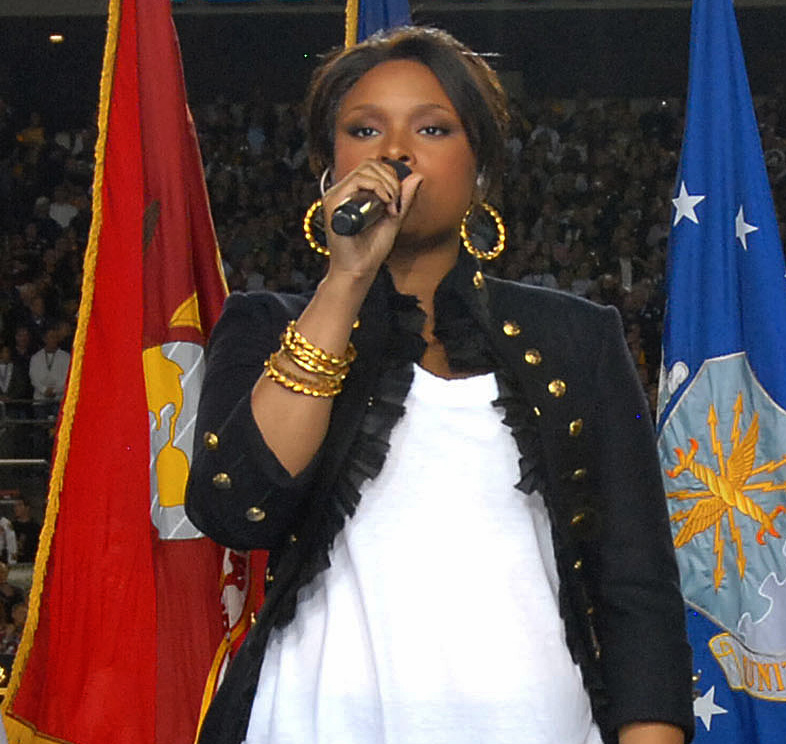
Hudson cantando o Hino Nacional dos EUA no Super Bowl XLIII, em 2009.

Em outubro de 2008, ela fez sua terceira aparição no cinema em The Secret Life of Bees como Rosaleen, ao lado de Dakota Fanning, Queen Latifah e Alicia Keys. O filme recebeu criticas positivas, e ganhou dois People's Choice Awards, e oito indicações ao NAACP Image Awards, incluindo uma indicação para Hudson. Ela ainda cantou o hino nacional na Convenção Nacional Democrata de 2008, apoiando a candidatura de Barack Obama.
Em fevereiro de 2009, Hudson cantou o hino dos EUA no Super Bowl XLIII. Seu álbum de estreia rendeu três indicações no Grammy Awards de 2009; Melhor Performance Vocal Feminina de R&B por "Spotlight", Melhor Performance de R&B por um Duo ou Grupo com Vocais por "I'm His Only Woman" com Fantasia Barrino e Melhor Álbum de R&B; Ela venceu a última e se apresentou na cerimônia.
Em julho de 2009, Hudson participou do funeral de Michael Jackson, cantando o sucesso de Michael "Will You Be There". Ela também estrelou  juntamente com Forest Whitaker, o filme Winged Creatures.  e fez sua primeira turnê pelos Estados Unidos com Robin Thicke.  Ainda em 2009, ela participou do álbum do Ne-Yo, Because of You, na faixa "Leaving Tonight", e finalizou o ano com um especial de Natal, chamado Jennifer Hudson: I'll Be Home for Christmas. Durante o especial, ela reviveu seus Natais de infância com apresentações musicais filmadas em seus locais favoritos em sua cidade natal, Chicago.

### 2010–2014: IRemember Mee Autobiografia
Em 22 de janeiro de 2010, Hudson participou do "Hope for Haiti Now: A Global Benefit for Earthquake Relief", cantando "Let it Be" dos Beatles. Ela também começou a perder peso durante o ano, e se tornou a porta-voz do Vigilantes do Peso. Ainda em 2010, ela apresentou o evento "Celebração da Música do Movimento pelos Direitos Civis" na Casa Branca, a convite do então presidente dos EUA Barack Obama.
Em 24 de janeiro de 2011, Hudson estreou seu novo single "Where You At". Seu segundo álbum de estúdio I Remember Me, foi lançado em 22 de março de 2011; Ele estreou em segundo lugar na Billboard 200, vendendo 165.000 cópias em sua semana de lançamento.
Em 2012, Hudson lançou sua autobiografia, "I Got This: How I Changed My Ways and Lost What Weighed Me Down". Ela também interpretou uma freira no filme de comédia The Three Stooges. No dia seguinte à morte de Whitney Houston, em 12 de fevereiro de 2012, Hudson prestou homenagem a ela cantando "I Will Always Love You" durante a cerimonia do Grammy. Hudson ainda estrelou um arco de vários episódios na segunda temporada de Smash.

### 2013–2014: Estrela na Calçada da Fama eJHUD
Em 2013, ela cantou "America the Beautiful" com o coro da "Sandy Hook Elementary School" no Super Bowl XLVII, e também se apresentou no Oscar em uma homenagem aos filmes musicais. No MTV Video Music Awards de 2013, ela cantou a música "Same Love" ao lado de Macklemore, Ryan Lewis e Mary Lambert. Em 13 de novembro de 2013, Hudson recebeu uma estrela na Calçada da Fama de Hollywood,
Hudson lançou seu terceiro álbum de estudo JHUD, em 23 de setembro de 2014. Ela descreveu o álbum como mais "otimista" do que seu material anterior.

### 2020–presente:Respect, EGOT e Talk show
Em março de 2020, Hudson colaborou com Bono, Will.i.am e Yoshiki na música "#SING4LIFE", que foi escrita e compilada remotamente pelos quatro músicos para levantar o ânimo durante a pandemia de COVID-19.
Em 2021, Hudson estrelou o filme biográfico de sua amiga pessoal Aretha Franklin, Respect,. que a escolheu em vida para o papel.  O filme foi acompanhado por uma trilha sonora cantada inteiramente por Hudson, apresentando covers de várias canções de Franklin e uma canção original para Hudson, "Here I Am (Singing My Way Home)".  A canção rendeu a Hudson indicações ao Globo de Ouro de Melhor Canção Original e ao Grammy de Melhor Canção Escrita para Mídia Visual. Por sua interpretação de Aretha Franklin, Hudson foi indicada ao SAG de Melhor Atriz, e venceu dois NAACP Image Awards, de Artista do Ano e Melhor Atriz.
Em junho de 2022, Hudson se tornou a 17ª artista a conseguir um EGOT, designação dada a quem venceu Emmy, Grammy, Oscar e Tony na carreira. Ela é terceira artista mais jovem a alcançar esse posto, aos 40 anos e 9 meses. Os outros dois nomes são Robert Lopez (aos 39, em 2013) e o cantor e compositor John Legend (aos 39 anos e 8 meses, em 2018).
O talk show de Hudson, The Jennifer Hudson Show, foi lançado em 12 de setembro de 2022.
Em 18 de outubro de 2024, Hudson lançou seu primeiro álbum de Natal, The Gift of Love.

## Vida Pessoal
Hudson começou a sair com David Otunga, um lutador profissional da WWE e graduado em Direito por Harvard, em setembro de 2008. Em agosto de 2009, Hudson deu à luz a seu filho, David Daniel Otunga Jr. Em novembro de 2017, Hudson e Otunga se separaram. Em 2022, Hudson começou a namorar o rapper e ator, Common. O casal confirmou seu relacionamento com uma aparição dele no The Jennifer Hudson Show, em janeiro de 2024.

### Tragédia Familiar
Em 24 de outubro de 2008, a mãe de Hudson, Darnell Donerson, de 57 anos, e o irmão Jason, de 29 anos, foram encontrados mortos a tiros por sua irmã mais velha Julia, em sua casa em Chicago. Um Alerta AMBER foi emitido para seu sobrinho de 7 anos, Julian King, quando Julia relatou seu desaparecimento. Três dias depois, a policia encontrou Julian morto dentro de um carro; uma autópsia indicou que ele havia morrido de "múltiplos ferimentos de bala". O ex-marido de Julia, de 27 anos, foi acusado pelos três homicídios. Em julho de 2012, ele foi sentenciado a três sentenças perpétuas sem possibilidade de liberdade condicional, seguidas por mais 120 anos por suas outras condenações. Jennifer criou a "Fundação Hudson-King" para ajudar famílias vítimas de assassinatos a conseguiram justiça e apoio psicológico. Ela e sua irmã também criaram a Fundação Julian D. King Gift em homenagem ao seu sobrinho, onde elas fornecem presentes de Natal e material escolar para famílias necessitadas em Chicago.

## Discografia
Álbuns de estúdio
| Ano  | Detalhes do Álbum                                                                                              | Melhores posições | Melhores posições | Melhores posições | Melhores posições | Melhores posições | Melhores posições | Melhores posições | Vendas                    |
| Ano  | Detalhes do Álbum                                                                                              | EUA               | EUA R&B           | AUS               | ALE               | IRE               | SUI               | RU                | Vendas                    |
| ---- | --- | ----------------- | ----------------- | ----------------- | ----------------- | ----------------- | ----------------- | ----------------- | ------------------------- |
| 2008 | Jennifer Hudson - Lançamento: 27 de setembro de 2008 - Formato(s): CD, download Digital - Gravadora(s): Arista | 2                 | 2                 | 73                | —                 | 46                | —                 | 21                | - : 1.500.000 - : 850.000 |
| 2011 | I Remember Me - Lançamento: 22 de março de 2011 - Formato(s): CD, download Digital - Gravadora(s): Arista      | 2                 | 2                 | 26                | 84                | 86                | 57                | 20                | - : 1.000.000 - : 500.000 |
| 2014 | JHUD - Lançamento: 23 de setembro de 2014 - Formato(s): CD, download Digital - Gravadora(s): RCA               | 10                | 2                 | —                 | —                 | —                 | 100               | 116               | - : 350.000 - : 100.000   |

Bandas sonoras
- Dreamgirls: Music from the Motion Picture — 2006

### Singles
| Year | Título                                        | Melhores Posições | Melhores Posições | Melhores Posições | Melhores Posições | Melhores Posições | Melhores Posições | Melhores Posições | Melhores Posições | Melhores Posições | Álbum                                     |
| Year | Título                                        | EUA               | EUA R&B           | AUS               | AUT               | CAN               | ALE               | IRE               | NZ                | RU                | Álbum                                     |
| ---- | --------------------------------------------- | ----------------- | ----------------- | ----------------- | ----------------- | ----------------- | ----------------- | ----------------- | ----------------- | ----------------- | ----------------------------------------- |
| 2006 | "And I Am Telling You I'm Not Going"          | 60                | 14                | -                 | -                 | -                 | -                 | -                 | -                 | 32                | Dreamgirls: Music from the Motion Picture |
| 2008 | "Spotlight"                                   | 24                | 1                 | 96                | 73                | 69                | 58                | 32                | 21                | 11                | Jennifer Hudson                           |
| 2009 | "If This Isn't Love"                          | 63                | 5                 | -                 | -                 | -                 | 76                | -                 | -                 | 37                | Jennifer Hudson                           |
| 2009 | "Giving Myself"                               | -                 | 84                | -                 | -                 | -                 | -                 | -                 | -                 | -                 | Jennifer Hudson                           |
| 2011 | "Where You At"                                | 64                | 10                | -                 | -                 | -                 | -                 | -                 | -                 | 103               | I Remember Me                             |
| 2011 | "I Remember Me"                               | -                 | -                 | -                 | -                 | -                 | -                 | -                 | -                 | 89                | I Remember Me                             |
| 2011 | "No One Gonna Love You"                       | -                 | 23                | -                 | -                 | -                 | -                 | -                 | -                 | -                 | I Remember Me                             |
| 2011 | "I Got This"                                  | -                 | 54                | -                 | -                 | -                 | -                 | -                 | -                 | -                 | I Remember Me                             |
| 2012 | "Think Like a Man"(com Ne-Yo e Rick Ross)     | 90                | 33                | -                 | -                 | -                 | -                 | -                 | -                 | -                 | Think Like a Man OST                      |
| 2013 | "I Can't Describe (The Way I Feel)"(com T.I.) | -                 | 29                | -                 | -                 | -                 | -                 | -                 | -                 | 109               | JHUD                                      |
| 2014 | "Walk It Out"(com Timbaland)                  | -                 | 46                | -                 | -                 | -                 | -                 | -                 | -                 | -                 | JHUD                                      |
| 2014 | "It's Your World"(com R. Kelly)               | -                 | 31                | -                 | -                 | -                 | -                 | -                 | -                 | -                 | JHUD                                      |
| 2014 | "Dangerous"                                   | -                 | -                 | -                 | -                 | -                 | -                 | -                 | -                 | -                 | JHUD                                      |
|      |                                               |                   |                   |                   |                   |                   |                   |                   |                   |                   | JHUD                                      |
| 2015 | "I Still Love You                             | -                 | -                 | -                 | -                 | -                 | -                 | -                 | -                 | -                 | JHUD                                      |

## Filmografia

### Filmes
| Ano  | Filme                                  | Personagem           | Notas          |
| ---- | -------------------------------------- | -------------------- | -------------- |
| 2006 | Dreamgirls                             | Effie White          |                |
| 2007 | Sex and the City                       | Louise               |                |
| 2008 | Winged Creatures                       | Jane                 |                |
| 2009 | A Vida Secreta das Abelhas             | Rosaleen             |                |
| 2011 | Winnie Mandela                         | Winnie Mandela       |                |
| 2012 | The Three Stooges                      | Irmã Rosemary        |                |
| 2013 | Black Nativity                         | Noemia               |                |
| 2013 | Call Me Crazy: A Five Film             | Maggie               | Telefilme      |
| 2013 | The Inevitable Defeat of Mister & Pete | Gloria               |                |
| 2014 | Lullaby                                | Enfermeira Carrie    |                |
| 2015 | Chi-Raq                                | Irene                |                |
| 2016 | Hairspray Live!                        | Mortormouth Maybelle | Especial de TV |
| 2016 | Sing                                   | Jovem Nana Noodleman |                |
| 2016 | Confirmation                           | Angela Wright        | Telefilme      |
| 2017 | Sandy Wexler                           | Courtney Clark       |                |
| 2018 | Monster                                | Sra. Harmon          |                |
| 2019 | Cats                                   | Grizabella           |                |
| 2021 | Respect                                | Aretha Franklin      |                |
| 2022 | Tell It Like a Woman                   | Kim Carter/Pepcy     |                |
| 2024 | Breathe                                | Maya                 | [ 60 ]         |

### Televisão
| Ano           | Programa                     | Personagem     | Notas                                      |
| ------------- | ---------------------------- | -------------- | ------------------------------------------ |
| 2004          | American Idol                | Ela mesma      | Concorrente na 3ª Temporada                |
| 2011          | Dancing with the Stars       | Ela mesma      | 1 episódio                                 |
| 2011          | The X Factor                 | Ela mesma      | 1 episódio                                 |
| 2012          | Project Runway               | Ela mesma      | Jurada convidada                           |
| 2013          | Smash                        | Veronica Moore | Elenco recorrente na 2ª temporada          |
| 2015          | Empire                       | Michelle White | 3 episódios na 1ª temporada                |
| 2016          | Inside Amy Schumer           | Ela mesma      | Episódio: "Brave"                          |
| 2017-2019     | The Voice UK                 | Ela mesma      | Técnica; Temporadas 6–8                    |
| 2017-2019     | The Voice EUA                | Ela mesma      | Técnica; Temporadas 13 e 15                |
| 2022-presente | The Jennifer Hudson Show     | Ela mesma      | Apresentadora                              |
| 2023          | Moon Girl and Devil Dinosaur | Mane           | Voz; Episódio: "Hair Today, Gone Tomorrow" |

### Teatro
| Ano  | Peça / Musical                      | Personagem       | Local                               |
| ---- | ----------------------------------- | ---------------- | ----------------------------------- |
| 2004 | Hair                                | Vocal de Apoio   | New Amsterdam Theatre, Broadway     |
| 2006 | The Best Little Whorehouse in Texas | Jewell           | August Wilson Theatre, Broadway     |
| 2015 | The Color Purple                    | Shug Avery       | Bernard B. Jacobs Theatre, Broadway |
| 2022 | A Strange Loop                      | Apenas Produtora | Lyceum Theatre, Broadway            |

## Prêmios e Indicações

#### Oscar
| Ano  | Categoria                | Filme      | Notas  |
| ---- | ------------------------ | ---------- | ------ |
| 2007 | Melhor Atriz Coadjuvante | Dreamgirls | Venceu |

#### Globo de Ouro
| Ano  | Categoria                          | Filme                                      | Notas    |
| ---- | ---------------------------------- | ------------------------------------------ | -------- |
| 2007 | Melhor Atriz Coadjuvante em Cinema | Dreamgirls                                 | Venceu   |
| 2022 | Melhor Canção Original             | Here I Am (Singing My Way Home) de Respect | Indicado |

#### SAG Awards
| Ano  | Categoria                | Filme      | Notas    |
| ---- | ------------------------ | ---------- | -------- |
| 2007 | Melhor Elenco em Cinema  | Dreamgirls | Indicado |
| 2007 | Melhor Atriz Coadjuvante | Dreamgirls | Venceu   |
| 2022 | Melhor Atriz Principal   | Respect    | Pendente |

#### BAFTA
| Ano  | Categoria                | Filme      | Notas  |
| ---- | ------------------------ | ---------- | ------ |
| 2007 | Melhor Atriz Coadjuvante | Dreamgirls | Venceu |

#### Critics' Choice Awards
| Ano  | Categoria                | Filme      | Notas    |
| ---- | ------------------------ | ---------- | -------- |
| 2007 | Melhor Elenco            | Dreamgirls | Indicado |
| 2007 | Melhor Atriz Coadjuvante | Dreamgirls | Venceu   |

#### Daytime Emmy Award
| Ano  | Categoria                                     | Trabalho  | Notas  |
| ---- | --------------------------------------------- | --------- | ------ |
| 2021 | Melhor Mídia Interativa em um Programa Diurno | Baby Yaga | Venceu |

#### Grammy Awards
| Ano  | Categoria                                                    | Trabalho                                     | Notas    |
| ---- | ------------------------------------------------------------ | -------------------------------------------- | -------- |
| 2008 | Melhor Trilha Sonora                                         | Dreamgirls: Music from the Motion Picture    | Indicado |
| 2009 | Melhor Álbum de R&B                                          | Jennifer Hudson                              | Venceu   |
| 2009 | Melhor Performance Vocal de R&B                              | "Spotlight"                                  | Indicado |
| 2009 | Melhor Performance Vocal de R&B com Vocais em Dupla ou Grupo | "I'm His Only Woman"                         | Indicado |
| 2015 | Melhor Performance de R&B                                    | "It's Your World (featuring R. Kelly)"       | Indicado |
| 2017 | Melhor Álbum Teatral Musical                                 | The Color Purple                             | Venceu   |
| 2022 | Melhor Música Escrita para Mídia Visual                      | "Here I Am (Singing my Way Home) de Respect" | Pendente |
| 2022 | Melhor Trilha Sonora                                         | Respect                                      | Pendente |